# Куличенко, Леонид Сергеевич
Леони́д Серге́евич Куличе́нко (2 [15] февраля 1913, Царицын, Саратовская губерния, Российская империя — 22 мая 1990, Москва, СССР) — советский государственный и партийный деятель, первый секретарь Волгоградского обкома КПСС (1966—1984). Член ЦК КПСС (1966—1986), депутат Верховного Совета СССР 7—10 созывов (1966—1984), Герой Социалистического Труда (7 декабря 1973 года).

## Биография
Родился 15 февраля (2 февраля по старому стилю) 1913 года в городе Царицын Саратовской губернии (ныне – город Волгоград) в семье рабочего.
С 1936 года, после окончания автотракторного факультета Сталинградского механического института и вплоть до 1942 года, работал в этом институте — вначале ассистентом, а затем и начальником учебной части. В 1940 году он вступил в ряды ВКП(б) и уже в 1942 году был направлен на партийную работу в Сталинградской области.
Достаточно быстро рос по партийной линии, чему способствовала его успешная работа в Сталинградском обкоме КПСС. С 1953 по 1957 год он трудился на посту второго секретаря Сталинградского обкома КПСС, а в 1957-1961 годах — на посту первого секретаря Сталинградского горкома КПСС. В январе 1961 года Куличенко вновь был назначен вторым секретарём Сталинградского обкома КПСС и занимал эту должность до января 1963 года. В ноябре 1961 года, в связи с десталинизацией город Сталинград был переименован в Волгоград и, соответственно, Куличенко продолжил работу в также переименованном Волгоградском областном комитете КПСС.
С декабря 1962 по декабрь 1964 года Куличенко возглавлял Волгоградский сельский облисполком в качестве председателя, а с декабря 1964 года, после отмены деления на промышленный и сельский облисполкомы, был назначен председателем объединённого облисполкома.
С 12 ноября 1965 по 24 января 1984 года – первый секретарь Волгоградского обкома КПСС. Являлся «политическим долгожителем» как и многие другие региональные руководители эпохи застоя. Куличенко руководил Волгоградской областью более 18 лет.
7 декабря 1973 года, Указом Президиума Верховного Совета СССР за большие успехи, достигнутые во Всесоюзном социалистическом соревновании, и проявленную трудовую доблесть в выполнении принятых обязательств по увеличению производства и продажи государству зерна и других продуктов земледелия в 1973 году Леониду Сергеевичу Куличенко было присвоено звание Героя Социалистического Труда с вручением ордена Ленина и золотой медали «Серп и Молот».
Являлся членом ЦК КПСС (с 1966 по 1986 год, избирался на 23-м, 24-м, 25-м и 26-м съездах), депутатом Верховного Совета РСФСР 5-го и 6-го созывов (1959—1966) и депутатом Совета Союза Верховного Совета СССР 7-го, 8-го, 9-го и 10-го созывов (1966—1984).
С января 1984 года Куличенко жил в Москве и вплоть до своей кончины в 1990 году трудился в должности советника при Совете Министров РСФСР.
Скончался 22 мая 1990 года в Москве и был похоронен на Троекуровском кладбище.

## Награды и звания
- Герой Социалистического Труда (7 декабря 1973 года)
- 5 орденов Ленина
- медали